# Eutanyacra crispatoria
Eutanyacra crispatoria là một loài tò vò trong họ Ichneumonidae.